# دیگو دل کارپیو
دیگو دل کارپیو دهستانی در استان آبیلای اسپانیا است.
در این دهستان ۲۷۸ نفر زندگی می‌کنند. مساحت این دهستان ۳۳٫۹۲ کیلومتر مربع است.